# Tonne (récipient)
Pour les articles homonymes, voir Tonne (homonymie).

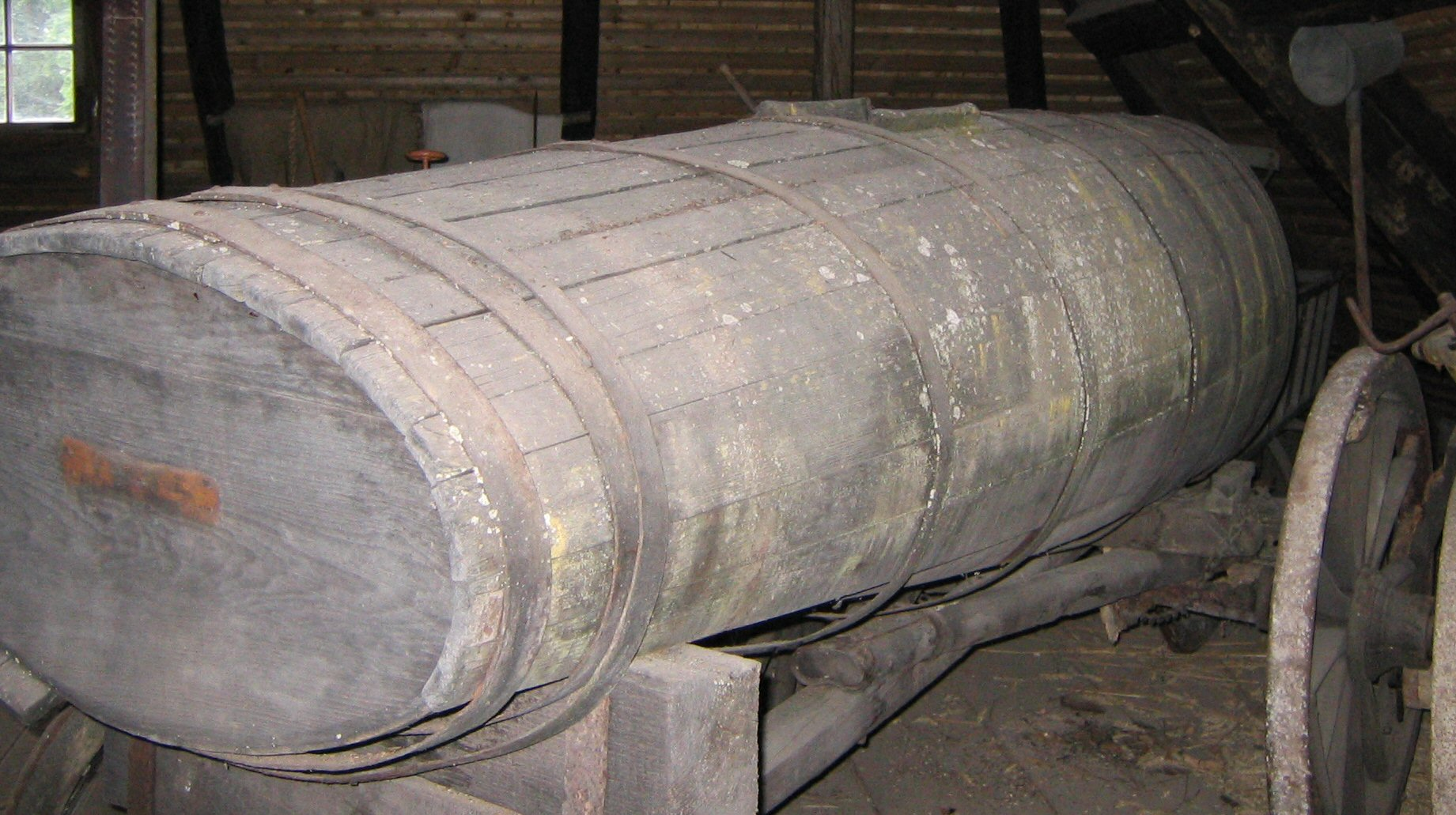
Tonne à purin en bois cerclé.

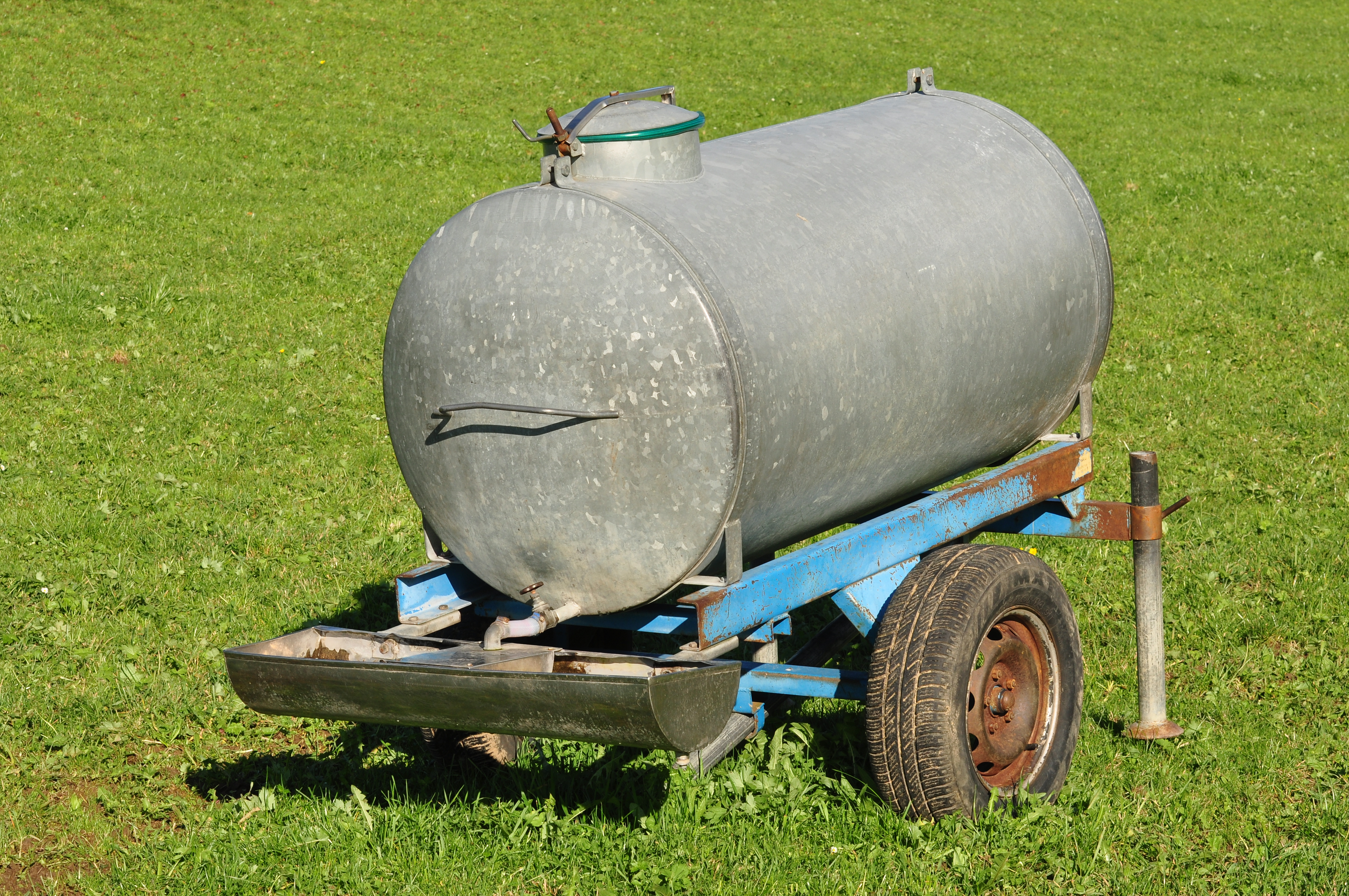
Bossette à eau dans le canton de Schwytz.

Une tonne est un grand et large tonneau.
Le terme désigne en particulier un réservoir cylindrique, souvent métallique, monté sur un châssis de remorque et servant à transporter de l’eau, du purin ou du lisier. Aussi nommé « citerne » ou en Suisse « bossette » à eau ou à purin.